# Historia Brittonum
Historia Brytów (łac. Historia Brittonum) - dzieło historyczne spisane w latach 829-830, którego autorstwo przypisywane jest walijskiemu mnichowi Nenniuszowi. Jego tematyka to dzieje Brytów i późniejszych mieszkańców Brytanii, aż do czasów średniowiecza. Jest to jedno z niewielu zachowanych źródeł pisanych z tego okresu, jest więc wykorzystywane przy analizach dotyczących historii Anglii i Walii, mimo iż wielu współczesnych historyków podważa jego historyczną wartość.